# 粛州
粛州（しゅくしゅう）は、中国にかつて存在した州。隋代から民国初年にかけて、現在の甘粛省酒泉市東部に設置された。

## 概要
602年（仁寿2年）、隋により福禄県に粛州が設置された。607年（大業3年）、粛州は廃止され、張掖郡に編入された。
619年（武徳2年）、唐により甘州福禄県と瓜州玉門県が分離されて、粛州が置かれた。742年（天宝元年）、粛州は酒泉郡と改称された。758年（乾元元年）、酒泉郡は粛州の称にもどされた。粛州は河西道に属し、酒泉・福禄・玉門の3県を管轄した。安史の乱以後、粛州は吐蕃に占領されて、その統治を受けた。849年（大中3年）には、帰義軍が粛州を奪回した。9世紀末には、粛州は帰義軍と甘州ウイグル王国の境界に位置した。
11世紀中葉には、粛州は西夏に属した。西夏により蕃和郡と改められた。
1226年、チンギス・カンの西征により粛州は攻め落とされ、モンゴル帝国に帰属した。1270年（至元7年）、粛州路総管府が置かれた。元の粛州路は甘粛等処行中書省に属した。
1394年（洪武27年）、明により粛州衛が置かれた。粛州衛は陝西行都指揮使司に属した。
1724年（雍正2年）、清により粛州衛が廃止されて、甘州府に編入された。1729年（雍正7年）、粛州直隷州が置かれた。粛州直隷州は甘粛省に属し、高台県1県を管轄した。
1912年、中華民国により粛州直隷州は廃止され、酒泉県と改められた。